# Puieștii de Sus
Puieștii de Sus – wieś w Rumunii, w okręgu Buzău, w gminie Puiești. W 2011 roku liczyła 418 mieszkańców.